# Hammerichsgade (København)
Hammerichsgade i København går nord-syd langs østsiden af banegraven/Boulevardbanen, mellem H.C. Andersens Boulevard ved Jarmers Plads og Vesterbrogade, hvorefter den fortsætter i Bernstorffsgade.
Gaden blev navngivet i 1917 efter ingeniør Holger Hammerich (1845 – 1915), som bl.a. arbejdede for en ændring af forholdene for jernbane og hovedbanegård i København (hvilket førte til opførelsen af den nuværende Københavns Hovedbanegård fra 1911), og som fik idéen til Boulevardbanen.